# Stephen Mallory

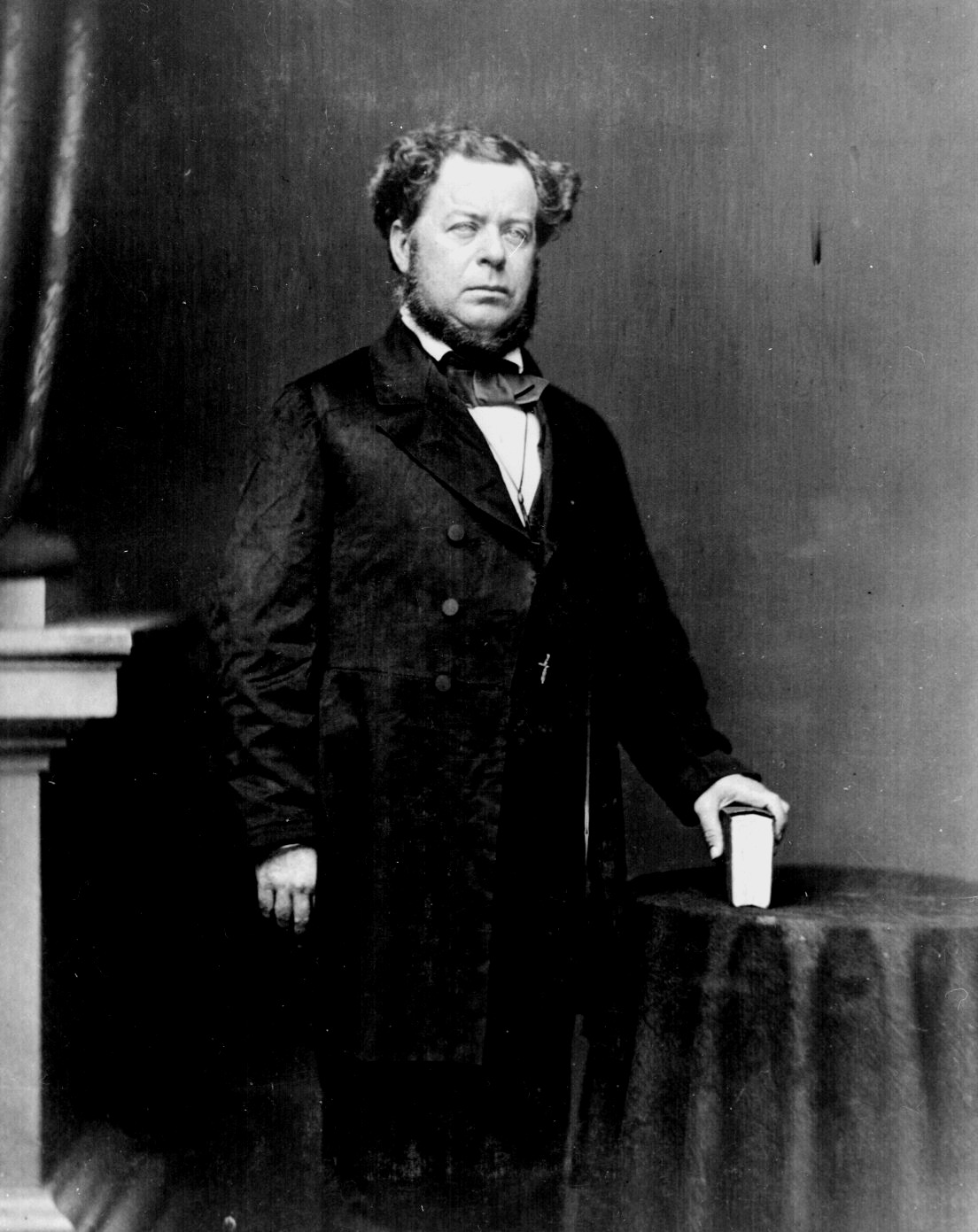
Stephen Mallory

Stephen Russell Mallory, född 1812 eller 1813 i Port of Spain, Trinidad, död 9 november 1873 i Pensacola, Florida, var en amerikansk politiker (demokrat). Han representerade Florida i USA:s senat 1851–1861. Han var Amerikas konfedererade staters marinminister 1861–1865.
Mallory föddes i Brittiska Västindien. Fadern dog när han var ett litet barn och han kom 1820 till USA. Han studerade juridik och arbetade som advokat i Key West.
Mallory efterträdde 1851 David Levy Yulee som senator. Han lämnade senaten tio år senare i samband med att Florida utträdde ur USA. Amerikas konfedererade staters president Jefferson Davis utnämnde honom sedan till marinminister. Han satt fängslad i tio månader efter amerikanska inbördeskrigets slut. Han var motståndare till rösträtt för de svarta.